# فریسکو (لوئیزیانا)
فریسکو (به انگلیسی: Frisco) یک منطقهٔ مسکونی در ایالات متحده آمریکا است که در لوئیزیانا واقع شده‌است.